# Fenglin
Fenglin (鳳林鎮S, Fènglín ZhènP) è un comune di Taiwan, situato nella provincia di Taiwan e nella contea di Hualien.